# David Kirke
Pour les articles homonymes, voir Kirke.
Sir David Kirke, né vers 1597 à Dieppe et mort en 1654 près de Londres, est un aventurier, un négociant et un colonisateur.

## Biographie
Il est le fils de Gervase Kirke, un riche marchand écossais vivant à Londres qui est marié à une huguenote, Elizabeth Goudon. Il est élevé à Dieppe, en Normandie, où son père a une activité commerciale. 
En 1627, le père de Kirke et plusieurs marchands de Londres forment une compagnie pour encourager le commerce et l'établissement de la vallée du Saint-Laurent. 
La France et l'Angleterre sont en guerre et la famille Kirke prend charge d'expulser les Français de l'Amérique du Nord. Il conduit l’expédition qui s’empare de la ville de Québec, que Samuel de Champlain rend le 16 juillet 1629. 
Il est gouverneur de Terre-Neuve pour le Royaume d'Angleterre de 1638 à 1651. 